# Шамсутдинова, Александра Сергеевна
Алекса́ндра Серге́евна Шамсутди́нова (род. 6 июня 1987) — российская легкоатлетка, специалистка по прыжкам в высоту. Выступала за сборную России по лёгкой атлетике в 2004—2009 годах, чемпионка Европы среди молодёжи, победительница Кубка России, призёрка ряда крупных всероссийских и международных турниров, участница Всемирной Универсиады в Бангкоке. Представляла Алтайский край.

## Биография
Александра Шамсутдинова родилась 6 июня 1987 года. Занималась лёгкой атлетикой в Алтайском крае под руководством тренера Б. Н. Соборова, выступала за российское физкультурно-спортивное общество «Локомотив».
Впервые заявила о себе на международном уровне в сезоне 2004 года, когда в составе российской сборной выступила в юношеской матчевой встрече со сборными Испании, Германии и Польши в Быдгоще, где в зачёте прыжков в высоту стала третьей.
В 2005 году в той же дисциплине одержала победу на зимнем чемпионате России среди юниоров в Саранске, заняла третье место в юниорской матчевой встрече со сборными Украины и Белоруссии в Минске и на летнем чемпионате России среди юниоров в Туле.
В 2006 году взяла бронзу на зимнем молодёжном всероссийском первенстве в Саранске, получила серебро в матчевой встрече со сборными Белоруссии и Украины в Могилёве, стала четвёртой на Кубке России в Туле и второй на чемпионате России среди юниоров в Туле.
В 2007 году победила на зимнем молодёжном чемпионате России в Волгограде, стала бронзовой призёркой на летнем молодёжном чемпионате России в Туле, превзошла всех соперниц на Кубке России в Туле. Будучи студенткой, представляла страну на Всемирной Универсиаде в Бангкоке — в финале прыжков в высоту показала результат 1,85 метра, расположившись в итоговом протоколе соревнований на шестой строке. Также в этом сезоне на Мемориале Булатова в Омске кроме победы установила свой личный рекорд в помещении — 1,92 метра.
В 2008 году выиграла серебряные медали на Мемориале Яламова в Екатеринбурге и на Мемориале Лукашевича в Челябинске, заняла шестое место на зимнем чемпионате России в Москве и на международном турнире в Сплите, была четвёртой на международных турнирах в Греции и Литве, третьей на международном турнире в Котбусе, четвёртой на Мемориале братьев Знаменских в Жуковском, стала второй на молодёжном всероссийском первенстве в Челябинске, показала восьмой результат на летнем чемпионате России в Казани.
В 2009 году стала бронзовой призёркой на Мемориале Лукашевича в Челябинске, с личным рекордом на открытом стадионе 1,92 выиграла Кубок губернатора в Волгограде, всероссийские турниры в Сочи и Кемерове, была лучшей на молодёжном всероссийском первенстве в Казани, завоевала бронзовую награду на Мемориале братьев Знаменских в Жуковском, победила на молодёжном европейском первенстве в Каунасе, стала седьмой на чемпионате России в Чебоксарах. По окончании сезона завершила спортивную карьеру.